# Мур, Салли
Салли Мур (англ. Sally Moore, в замужестве Хасс, англ. Huss; род. 8 июня 1940, Лонг-Бич, Калифорния) — американская теннисистка-любительница и теннисный тренер, 9-я ракетка мира в 1959 году. Финалистка чемпионата США (1959) в женском парном разряде, чемпионка Уимблдонского турнира (1958) среди девушек, игрок сборной США в Кубок Уайтмен. По завершении спортивной карьеры — художница, детская писательница и торговец произведениями искусства.

## Теннисная карьера
Родилась в 1940 году в Лонг-Биче (Калифорния) и выросла в Бейкерсфилде. Начала брать уроки теннисной игры в 10 лет. Активно участвовала в соревнованиях с 1956 года, в 1957 году выиграв турнир в Сиэтле. В 1958 году стала победительницей Уимблдонского турнира среди девушек и чемпионкой США среди девушек до 18 лет и дошла до четвертьфинала чемпионата США среди взрослых, где уступила Дарлин Хард.
Самым удачным в игровой карьере Мур стал 1959 год, за который она выиграла четыре турнира в одиночном разряде, включая чемпионат США на грунтовых кортах в Чикаго, а также два турнира на травяных газонах в Великобритании. На Уимблдонском турнире американка, посеянная под 7-м номером, дошла до полуфинала, где уступила соседке по посеву и будущей чемпионке Марии Буэно. После этого она была приглашена в сборную США для участия в Кубке Уайтмен — традиционном командном матче сборных США и Великобритании. Осенью на чемпионате США в паре с Буэно дошла до финала в женском парном разряде. По итогам года журналисты газеты Daily Telegraph поставили Мур на 9-е место в ежегодном списке десяти сильнейших теннисисток мира. В национальном рейтинге USLTA она поднялась с 8-го места, которое занимала в 1957 и 1958 годах, до 4-го.
Удачно начала также сезон 1961 года, став летом полуфиналисткой Уимблдонского турнира в женских парах с австралийкой Лесли Тернер. В том же году прервала активную игровую карьеру. С 1972 года работала теннисным тренером в Калифорнии, выпустила книгу по методике обучения теннису с использованием танцевальной техники. Вернулась в соревновательный теннис в 1974 году. Выиграла три турнира на Северо-Западном побережье США, а также чемпионат США в одиночном и парном разрядах в возрастных категориях старше 35 лет.

## Карьера в искусстве
Три года училась в Оксидентал-Колледже, после чего окончила Университет Южной Калифорнии со степенью в области изобразительного искусства. Работала в кинокомпаниях как художник-декоратор и ассистент продюсера Сэмюэла Голдвина — младшего, занималась выпуском детских книг в Калифорнийском университете в Лос-Анджелесе. Позже перешла в индустрию звукозаписи и была менеджером в компании звукозаписи Пола Саймона.
В 1976 году вышла замуж за тренера Марва Хасса и перебралась в Аспен (Колорадо), где продолжала преподавать теннис. Через несколько лет вернулась с мужем и сыном в Калифорнию, где открыла сеть картинных галерей, насчитывающую 26 филиалов. Активно занималась художественным дизайном, продавая разработанные товары через свои галереи, выпустила более 100 книг для детей.

## Финалы турниров Большого шлема

### Женский парный разряд (0-1)
| Результат | Год  | Турнир        | Покрытие | Партнёрша   | Соперницы в финале   | Счёт в финале |
| --------- | ---- | ------------- | -------- | ----------- | -------------------- | ------------- |
| Поражение | 1959 | Чемпионат США | Трава    | Мария Буэно | Джин Арт Дарлин Хард | 2-6 3-6       |